# 中村修 (棋士)
中村 修（なかむら おさむ、1962年11月7日 - ）は、将棋棋士。佐伯昌優九段門下。棋士番号は143。東京都町田市出身。昭和55年に四段に昇段（プロ入り）した強豪グループ、いわゆる「55年組」の一人。日本将棋連盟棋士会会長（2017年2月 - ）、同女流棋士会監事（2015年6月 - ）。

## 棋歴

### プロデビュー前・デビュー直後
- 1976年、第1回中学生名人戦で優勝[1]。同年、奨励会に合格して、6級で入会。以後、順調に昇級・昇段を重ねる。1980年7月2日に17歳で四段となり、プロデビュー。初参加の第22期王位戦で挑戦者決定リーグ入りし、早速、頭角を現す。
- 1981年度、初参加の第40期順位戦C級2組で10戦全勝とし、1期でC級1組へ昇級。第9回将棋大賞で新人賞を受賞。中村以降、初参加の順位戦で全勝を記録したのは、2023年度の順位戦終了時点で富岡英作、船江恒平、そして藤井聡太の3名しかいない。
- 1982年度、第41期順位戦C級1組でも9勝1敗（1位）の成績を修め、2期連続昇級する。また、第5回若獅子戦で準優勝。破った相手は島朗、田中寅彦、高橋道雄で、決勝で負けた相手は南芳一であり、全員が後のタイトル経験者である。
- 1983年度、新人王戦で、棋戦初優勝を果たす。しかし、第42期順位戦B級2組は7勝3敗で、3期連続昇級は成らなかった。
- 1984年度、第43期順位戦B級2組では、初戦から5連敗を喫し、4勝6敗と振るわず。しかし、第45期棋聖戦で、当時全盛期を迎えていた米長邦雄三冠（棋聖・棋王・王将）への挑戦権を獲得し、タイトル戦への初登場を果たす。挑戦者決定トーナメントの対戦相手は、谷川浩司、二上達也、加藤一二三、森安秀光で、全員がタイトル経験者であった。五番勝負はフルセットの戦いとなったが、2勝3敗で惜敗し、タイトル奪取には至らなかった。ちなみに、この五番勝負は全て後手番を持った方が勝った。タイトル戦における後手番全勝は史上初である[2]。第12回将棋大賞で敢闘賞を受賞。

### タイトル保持
- 1985年度、第47期棋聖戦でも米長に挑戦するが、0勝3敗のストレートで退けられた。しかし、棋聖戦のすぐ後に始まった第35期王将戦七番勝負で、1986年3月15日、当時の第一人者・中原誠三冠王から王将のタイトルを奪取して一躍注目された。初の挑戦者決定リーグ入りを果たし、リーグで5勝1敗の好成績を挙げて得た挑戦権だった。第13回将棋大賞で殊勲賞を受賞。当時、23歳で六段であったが、特例で七段昇段することとなった。なお、出だし3連勝の展開であったため、あわや「指し込み」が記録されるのではないかと話題になった[3]（最終結果は4勝2敗1千日手）。
- 1986年度、第36期王将戦も、中原の挑戦を4勝2敗で退けて防衛。第5回全日本プロ将棋トーナメントでは準優勝（決勝で大内延介に敗れる）。第45期順位戦B級2組では8勝2敗の好成績でありながら3位（次点）となり、昇級を逃す。第14回将棋大賞の敢闘賞を受賞し、これで3年連続での将棋大賞受賞。ちなみに、このときの新人賞は中村より8歳若い羽生善治であり、それ以降、いわゆる「羽生世代」が徐々に台頭し、将棋界を席巻することとなる。
- 1987年度、第35期王座戦で挑戦者決定戦に進出するが、塚田泰明に敗れ王座挑戦成らず。第21回早指し将棋選手権でベスト4。第37回NHK杯戦で準優勝。破った相手は淡路仁茂、羽生善治、高橋道雄ら。決勝の相手は中原誠。第37期王将戦では、挑戦者の南芳一に3勝4敗で敗れ、王将のタイトルを奪われる。第46期順位戦4B級2組では、終盤3連敗し、5勝5敗で終える。以降、なかなか昇級出来ずしばらくB級2組に留まることとなる。

### タイトル失冠後
- 羽生世代の勢いが増した事もあり、王将失冠後はタイトル戦からは遠ざかったものの、各棋戦で活躍を見せる。
- 1988年度、第38期王将戦の挑戦者決定リーグで3勝3敗、残留決定戦で敗れリーグから陥落。翌1989年度（第39期）にリーグ復帰し、3勝3敗でリーグ残留。1990年度（第40期）は、中原誠、谷川浩司を破るも2勝4敗となりリーグ陥落となった。
- 1991年度、第50期順位戦B級2組では、最終戦に勝てば昇級だったもの、敗れて昇級を逃す。
- 1992年度～1993年度、第11～12回全日本プロ将棋トーナメントで2年連続のベスト4進出。また、1993年度は、第41期王座戦でもベスト4進出を果たしている。
- 1994年度、第53期順位戦B級2組で、9勝1敗の成績で1位となり、12年ぶりの昇級でB級1組に初めて昇格。また、第7回IBM杯戦（非公式棋戦）で優勝を果たす。1995年度、第54期順位戦B級1組では、4勝8敗の成績で自身初の順位戦降級となったが、1996年度、第55期順位戦B級2組で、8勝2敗の成績を修め、一期でB級1組へ復帰した。
- 1998年度、第48期王将戦予選で森内俊之、米長邦雄らを破り、8期ぶりの挑戦者決定リーグ復帰を果たす。しかし、強豪が揃うリーグでは苦戦し、1勝5敗の最下位で陥落となる。
- 2001年度、第14期竜王戦で1組準優勝。本戦トーナメントでもベスト4に進出。
- 2003年度、第62期順位戦B級1組で降級のピンチを迎えるが、最終局で残留争いのライバル・神谷広志との直接対決を制し、3勝9敗ながら残留。しかし、2004年度、第63期順位戦B級1組でも再びピンチを迎え、最終局森下卓に敗れて3勝9敗の成績に終わりB級2組に降級した。
- 2005年度、第64期順位戦B級2組では、4勝6敗でなんとか降級点を免れる。しかし、順位戦で振るわない一方、第53期王座戦で谷川浩司、藤井猛らを破り、ベスト4。竜王戦本戦トーナメントでもベスト4に進出するなど、他の棋戦では活躍を見せた。また、2006年3月10日の順位戦最終戦で中田宏樹に勝ち、史上31人目となる通算600勝（将棋栄誉賞）を達成した。
- 2007年度、第20期竜王戦で、初めて3組に降級。翌2008年度に2組復帰を決めるも、2009年度に再び3組に降級。
- 2009年度、第68期順位戦B級2組で、1局を残した時点で8勝目を挙げて1位が確定し、47歳にして6期ぶりに自己最高タイのB級1組へ復帰した。2010年3月13日放送の「囲碁・将棋ジャーナル」に出演した際、「（B1昇級で）いちばんうれしいのは、NHK杯の予選がシードになること。若手に混じって2局も3局も勝つのは難しっ！」と発言して他の出演者達を笑わせ、サービス精神を見せた。
- 2010年度、第23期竜王戦の3組で連敗し、初めて4組に降級。
- 2011年度、第53期王位戦リーグ入り。第70期順位戦B級1組で、3勝9敗となりB級2組に降級。
- 2013年11月7日の51歳の誕生日に、第26期竜王戦4組昇級者決定戦決勝で増田裕司に勝ち3組復帰を果たすと共に、通算700勝を達成した[4]。
- 2018年度に第77期順位戦B級2組で2勝8敗となり、自身初となる降級点を喫する。しかし、2020年12月16日、第79期順位戦の8回戦で中田宏樹に勝ち、勝ち越しの6勝目を挙げて降級点を消滅させた。
- 2021年度の第80期順位戦B級2組では、同じく今年59歳を迎える谷川浩司とともにクラス最年長となるが、前期は谷川を上回る成績（中村6勝、谷川5勝）だったため、順位戦参加41年目にして初めて谷川より上の順位（10位。谷川は11位）となる。
- 2021年6月9日の第80期順位戦2回戦で窪田義行に勝ち、史上24人目の通算800勝（将棋栄誉敢闘賞）を達成した[5]。弟子の香川愛生の動画チャンネル「女流棋士・香川愛生チャンネル」に出演し、香川と阿部光瑠と上村亘の弟子3人に祝福された[6]。
- 2022年度、第35期竜王戦4組で準優勝し、3組へ昇級した。
- 2023年度は第82期順位戦で最終局を待たずしてC級1組降級が決まった。

## 棋風
- 居飛車、振り飛車のどちらも指す。
- 他の棋士とは異なった新感覚の棋風で頭角を現してタイトル挑戦・奪取し、「不思議流」と呼ばれた。また、独特の守りの手が印象的であり「受ける青春」とも呼ばれている[7]。
- 王将保持時はひねり飛車も指していて、塚田スペシャルの先駆者でもあった[8]。

## 人物・エピソード

### 人物
- 結婚は1992年[9]。夫人は、フリーアナウンサー・朗読家の中村雅子。福島テレビアナウンサー時代の氏名は辻雅子。将棋まつり等のイベントに夫婦揃って出演することがある（夫人は司会役）。また、夫人の影響で宝塚歌劇団に関心を持つ[10]。娘がいる。愛犬家[11][12]。

### 順位戦における特徴・エピソード
- 順位戦ではデビューから2期連続昇級し、1983年4月1日に20歳で早くもB級2組昇級を果たすもののその後はなかなか抜け出せず、12期の足踏みの末にB級1組に昇級した。その後、B級2組降級と1組昇級を繰り返す。2012年からは12期連続でB級2組に留まり、2022年にはB級在籍棋士として還暦を迎えた。昭和後期から平成、令和にかけて40年以上に渡り「B級の番人」として多数の棋士の昇級・降級を見届けたことになる。
- B級2組での足踏みが続いたため20代、30代の頃には55年組の多くの棋士に先を越されることになったが、逆に40代以降になると55年組のC級陥落にも多く遭遇することになり、彼らの中では最後のB級在籍者となっている。
- 順位戦の出遅れにより、昇段も55年組の高橋、南芳一、塚田泰明に先を越され、九段昇段も彼らより後となった。同じく55年組の島朗よりは、やや早く九段に昇段した。
- タイトル在位歴があり、段位も九段の棋士としては珍しく、A級入りの経験がない[注釈 1]。
- 第81期順位戦B級2組8回戦の村山慈明との対局で、二歩により反則負けを喫した。
- 第82期順位戦を満60歳・B級2組在籍・降級点累積1の状態で迎えた時点で、以降の順位戦及び竜王戦における成績にかかわらず、フリークラスの定年を超過して（短くとも満66歳・2028年度の全公式戦が終了する日まで）現役を続行できることが確定した。

### その他各棋戦における特徴・エピソード
- 1986年3月15日に23歳にして史上最年少王将となり、その記録は36年間も破られなかった。自身は意識してなく、2020年まで知らなかったという[13]。2022年2月12日、奇しくも自身が立会人を務めた第71期ALSOK杯王将戦七番勝負第4局で、19歳の藤井聡太が渡辺明に勝ち王将奪取となり、最年少王将の記録が更新された[14]。
- 王将のタイトル獲得時、棋戦主催社のスポーツニッポンに中村の雪かき姿の写真が掲載されたのがきっかけで、スポニチの王将戦報道で勝者が面白い格好の記念写真を撮影掲載する「勝者罰ゲーム」の伝統行事となっている[15]。
- 竜王戦では5回の本戦進出を果たしている。しかし、ランキング戦の優勝はなく、各組での優勝者に贈呈されるメダルを獲得したことがない。2007年度(第20期)に3組に降級するまでは、竜王戦発足当初から1組と2組の間を行ったり来たりしていた。
- 1992年6月25日、棋聖戦の予選で、巨星・大山康晴にとっての最後の対局[注釈 2]の相手となった。大山とは6回対局し、この対局が唯一の勝利だった。当時の大山は既にかなり身体を悪くしていたが、逆転負けとなった時は凄く悔しそうにしていたと言う[8]。
- 羽生世代の台頭に55年組が影を潜めたのは、羽生世代と将棋に対する真剣度に差があったからと話していて、塚田も賛同している[8]。また、同じ55年組でも、高橋、南、島は羽生世代とタイトル戦を戦ってるので、戦ってもいない自分らと一緒にしてはいけないとも話している[8]。

### 将棋界での活動
- 1993年 - 1997年、関東奨励会幹事を務めた。
- 2011年4月より日本将棋連盟棋士会副会長を務め[16]、2017年2月27日、佐藤康光棋士会会長の日本将棋連盟会長就任に伴い、棋士会会長に就任（任期は2019年5月まで）[17][18] 。2019年6月7日、再任。（任期は2年）[19]。
- 2015年6月より日本将棋連盟女流棋士会監事を務める[20]。

### その他エピソード
- 解説役を務めるときは、渋い表情のままユーモアのある発言をする。たまに駄洒落を言うときもあり、2002年度、第43期王位戦七番勝負第1局で谷川浩司が羽生善治に勝って通算1000勝を達成した当時、「囲碁・将棋ジャーナル」において‘1000勝で先勝’という発言をしている。
- クイズのような婉曲表現を好んで用いる。たとえば、夫人へのプロポーズの言葉は「4並びはどうですか?」であった（当時福島在住の夫人と電話している途中、お互い同じテレビ番組を見ていて、「平成3年の3並びの日の結婚」が話題としてたまたま取り上げられていた）。それがプロポーズの言葉であることには夫人は即座に気づかなかった[10]。また、1995年度の中村の抱負は、「九段昇段」であったが[21]、当時、中村は八段昇段後1年半しか経っておらず、また、順位戦もB級1組だったため、勝数規定（八段昇段後250勝）での昇段も名人位獲得に伴う昇段も不可能であった。つまり、通算3期目のタイトル獲得での昇段を狙うという意味だったのである。
- 1990年夏、郷田真隆、先崎学と共に函館へ旅行に行き、スナックにて女性に将棋盤について語り、「囲碁盤にはところどころに点（星）があるが、将棋盤にはない。」と話した。しかし、公式棋戦の対局で使われている将棋盤にも点はあり、郷田に「将棋盤にも点が4つありますよ。」と言われた。しかし、酒に酔っていることもあり、「絶対ない」と譲らなかった。先崎が羽生善治に電話で聞き、羽生が「あるんじゃないの？」と返答したが、それを聞いても譲らず、遂には「羽生時代もこれで終わった。」とまで発言した。ちなみに、羽生はその発言とは逆に、多くのタイトルを獲得して将棋界を席巻し始める頃だった[22]。電話でさらに仲間に聞いてみたところ、塚田泰明からは「間違いなくついている」と言われ、神谷広志からは「バカ、付いてるに決まってるだろう」と返された[23]。後日、将棋世界1990年10月号の自身の連載でこのエピソードについて触れ、「将棋指しとして自信を失う出来事があった」と評した[23][注釈 3]。同誌2013年8月号の塚田との対談でも取り上げられ、塚田に「ある」と答えられても執拗に「ない」と言い続けていたという。そして、ギャグの言い訳で一同の爆笑を誘った[8]。また、自分からも自虐ネタとしてこの話題を出すことがある[24]。
- 極度の近眼で、外国製の特注レンズの入ったメガネを使用している。やはり近眼だった先崎学は中村のことを、将棋界近眼番付の「横綱」と表現している。先崎が中村のメガネをかけてみたところ、何も見えなかったという[25]。
- 夫人との出会いは塚田らと共に行った福島テレビアナウンサーとの交流であり、その交流を提案していたのが、テレビ業界で顔の広い島朗である[8]。
- 中村のタイトル経験は第35期・第36期の王将2期であるが、弟子の香川愛生は第35期・第36期の女流王将2期を獲得している[26]。また、タイトル登場回数は、中村も香川も5回と同数（中村は王将3回、棋聖2回。香川は女流王将5回）である。

## 弟子

### 棋士となった弟子
| 名前     | 四段昇段日    | 段位、主な活躍    |
| -------- | ------------- | ----------------- |
| 阿部光瑠 | 2011年4月1日  | 七段、棋戦優勝1回 |
| 上村亘   | 2012年10月1日 | 五段              |

（2022年1月28日現在）

### 女流棋士となった弟子
| 名前     | 女流2級昇級日 | 段位、主な活躍                    |
| -------- | ------------- | --------------------------------- |
| 香川愛生 | 2010年10月1日 | 女流四段、女流王将2期、A級在籍1期 |

（2024年7月1日現在）
- 上村は直接将棋を教えた唯一の棋士である[8]。

## 昇段履歴
- 1976年12月01日 ： 6級 = 奨励会入会
- 1976年12月01日 ： 5級
- 1977年03月01日 : 4級
- 1977年05月01日 : 3級
- 1978年01月01日 : 2級
- 197年12月01日 : 1級
- 1978年06月01日 ： 初段
- 1979年08月01日 ： 二段
- 1980年03月01日 ： 三段
- 1980年07月02日 ： 四段 = プロ入り
- 1982年04月01日 ： 五段（順位戦C級1組昇級）
- 1983年04月01日 ： 六段（順位戦B級2組昇級）
- 1986年04月01日 ： 七段（特別昇段 = 抜群の成績・王将位獲得）
- 1993年10月15日 ： 八段（勝数規定 /七段昇段後公式戦190勝）
- 2008年01月23日 ： 九段（勝数規定 /八段昇段後公式戦250勝）[27]

## 主な成績

### 獲得タイトル
は2025年6月現在の在位。登場・連覇の 太字 は歴代最多記録。
他の棋士との比較は、タイトル獲得記録、将棋のタイトル在位者一覧を参照。
| タイトル                                 | 獲得年度  | 登場 | 獲得期数 | 連覇  | 永世称号（備考） |
| 竜王                                     | －        | 0    |          |       | －               |
| 名人                                     | －        | 0    | －       | －    | －               |
| 王位                                     | －        | 0    | －       | －    | －               |
| 叡王                                     | －        | 0    | －       | －    | －               |
| 王座                                     | －        | 0    | －       | －    | －               |
| 棋王                                     | －        | 0    | －       | －    | －               |
| 王将                                     | 1985-1986 | 3回  | 2期      | 2連覇 | －               |
| 棋聖                                     | －        | 2回  | －       | －    | －               |
| タイトル獲得 合計 2期 / 登場回数 合計5回 |           |      |          |       |                  |

（1985年王将戦終了まで）
タイトル戦登場
- 王将：3回（1985年度=第35期 - 1987年度）
- 棋聖：2回（1984年度後期=第45期、1985年度後期）

登場回数 合計 5回（1985年王将戦まで）

### 一般棋戦優勝
- 新人王戦 1回（1983年度=第14回）

優勝合計1回

### 将棋大賞
- 第9回（1981年度） 新人賞
- 第12回（1984年度） 敢闘賞
- 第13回（1985年度） 殊勲賞
- 第14回（1986年度） 敢闘賞

### 珍記録
- 順位戦B級2組在籍 通算30期(歴代1位)（第42期-第53期、第55期、第64期-第68期、第71期-第82期）
- 順位戦B級在籍 連続41期(歴代1位)（第42期-第82期[注釈 4]）

### 在籍クラス
| 開始 年度 | (出典)順位戦出典 | (出典)順位戦出典 | (出典)順位戦出典 | (出典)順位戦出典 | (出典)順位戦出典 | (出典)順位戦出典 | (出典)順位戦出典 | (出典)順位戦出典 | (出典)竜王戦出典 | (出典)竜王戦出典 | (出典)竜王戦出典 | (出典)竜王戦出典 | (出典)竜王戦出典 | (出典)竜王戦出典 | (出典)竜王戦出典 | (出典)竜王戦出典 | (出典)竜王戦出典 | (出典)竜王戦出典 |
| 開始 年度 | 期               | 名人             | A級              | B級              | B級              | C級              | C級              | 0                | 期               | 竜王             | 1組              | 2組              | 3組              | 4組              | 5組              | 6組              | 決勝 T           |                  |
| 開始 年度 | 期               | 名人             | A級              | 1組              | 2組              | 1組              | 2組              | 0                | 期               | 竜王             | 1組              | 2組              | 3組              | 4組              | 5組              | 6組              | 決勝 T           |                  |
| --- | ---------------- | ---------------- | ---------------- | ---------------- | ---------------- | ---------------- | ---------------- | ---------------- | ---------------- | ---------------- | ---------------- | ---------------- | ---------------- | ---------------- | ---------------- | ---------------- | ---------------- | ---------------- |
| 1980 | 39               | 四段昇段前       | 四段昇段前       | 四段昇段前       | 四段昇段前       | 四段昇段前       | 四段昇段前       | 四段昇段前       |                  |                  |                  |                  |                  |                  |                  |                  |                  |                  |
| 1981 | 40               |                  |                  |                  |                  |                  | C225             | 10-0             |                  |                  |                  |                  |                  |                  |                  |                  |                  |                  |
| 1982 | 41               |                  |                  |                  |                  | C116             |                  | 9-1              |                  |                  |                  |                  |                  |                  |                  |                  |                  |                  |
| 1983 | 42               |                  |                  |                  | B217             |                  |                  | 7-3              |                  |                  |                  |                  |                  |                  |                  |                  |                  |                  |
| 1984 | 43               |                  |                  |                  | B205             |                  |                  | 4-6              |                  |                  |                  |                  |                  |                  |                  |                  |                  |                  |
| 1985 | 44               |                  |                  |                  | B214             |                  |                  | 5-5              |                  |                  |                  |                  |                  |                  |                  |                  |                  |                  |
| 1986 | 45               |                  |                  |                  | B211             |                  |                  | 8-2              |                  |                  |                  |                  |                  |                  |                  |                  |                  |                  |
| 1987 | 46               |                  |                  |                  | B204             |                  |                  | 5-5              | 1                |                  | 1組              |                  |                  |                  |                  |                  | 0-1              | 3-1              |
| 1988 | 47               |                  |                  |                  | B211             |                  |                  | 7-3              | 2                |                  | 1組              |                  |                  |                  |                  |                  | --               | 0-2              |
| 1989 | 48               |                  |                  |                  | B205             |                  |                  | 6-4              | 3                |                  |                  | 2組              |                  |                  |                  |                  | --               | 4-2              |
| 1990 | 49               |                  |                  |                  | B205             |                  |                  | 5-5              | 4                |                  |                  | 2組              |                  |                  |                  |                  | --               | 3-2              |
| 1991 | 50               |                  |                  |                  | B210             |                  |                  | 7-3              | 5                |                  |                  | 2組              |                  |                  |                  |                  | --               | 2-2              |
| 1992 | 51               |                  |                  |                  | B204             |                  |                  | 7-3              | 6                |                  |                  | 2組              |                  |                  |                  |                  | --               | 3-2              |
| 1993 | 52               |                  |                  |                  | B205             |                  |                  | 7-3              | 7                |                  |                  | 2組              |                  |                  |                  |                  | 0-1              | 3-1              |
| 1994 | 53               |                  |                  |                  | B202             |                  |                  | 9-1              | 8                |                  | 1組              |                  |                  |                  |                  |                  | --               | 0-3              |
| 1995 | 54               |                  |                  | B112             |                  |                  |                  | 4-8              | 9                |                  |                  | 2組              |                  |                  |                  |                  | --               | 5-1              |
| 1996 | 55               |                  |                  |                  | B201             |                  |                  | 8-2              | 10               |                  | 1組              |                  |                  |                  |                  |                  | --               | 1-3              |
| 1997 | 56               |                  |                  | B113             |                  |                  |                  | 7-5              | 11               |                  |                  | 2組              |                  |                  |                  |                  | --               | 4-1              |
| 1998 | 57               |                  |                  | B103             |                  |                  |                  | 5-6              | 12               |                  | 1組              |                  |                  |                  |                  |                  | --               | 2-2              |
| 1999 | 58               |                  |                  | B106             |                  |                  |                  | 5-6              | 13               |                  | 1組              |                  |                  |                  |                  |                  | --               | 1-2              |
| 2000 | 59               |                  |                  | B108             |                  |                  |                  | 7-5              | 14               |                  | 1組              |                  |                  |                  |                  |                  | 1-1              | 3-1              |
| 2001 | 60               |                  |                  | B106             |                  |                  |                  | 5-7              | 15               |                  | 1組              |                  |                  |                  |                  |                  | --               | 2-2              |
| 2002 | 61               |                  |                  | B108             |                  |                  |                  | 6-5              | 16               |                  | 1組              |                  |                  |                  |                  |                  | --               | 3-1              |
| 2003 | 62               |                  |                  | B107             |                  |                  |                  | 3-9              | 17               |                  | 1組              |                  |                  |                  |                  |                  | --               | 0-3              |
| 2004 | 63               |                  |                  | B111             |                  |                  |                  | 3-9              | 18               |                  |                  | 2組              |                  |                  |                  |                  | 1-1              | 3-1              |
| 2005 | 64               |                  |                  |                  | B202             |                  |                  | 4-6              | 19               |                  | 1組              |                  |                  |                  |                  |                  | --               | 0-2              |
| 2006 | 65               |                  |                  |                  | B217             |                  |                  | 6-4              | 20               |                  |                  | 2組              |                  |                  |                  |                  | --               | 0-2              |
| 2007 | 66               |                  |                  |                  | B210             |                  |                  | 6-4              | 21               |                  |                  |                  | 3組              |                  |                  |                  | 0-1              | 3-1              |
| 2008 | 67               |                  |                  |                  | B207             |                  |                  | 7-3              | 22               |                  |                  | 2組              |                  |                  |                  |                  | --               | 0-2              |
| 2009 | 68               |                  |                  |                  | B206             |                  |                  | 8-2              | 23               |                  |                  |                  | 3組              |                  |                  |                  | --               | 3-2              |
| 2010 | 69               |                  |                  | B112             |                  |                  |                  | 5-7              | 24               |                  |                  |                  | 3組              |                  |                  |                  | --               | 0-2              |
| 2011 | 70               |                  |                  | B111             |                  |                  |                  | 3-9              | 25               |                  |                  |                  |                  | 4組              |                  |                  | --               | 2-2              |
| 2012 | 71               |                  |                  |                  | B202             |                  |                  | 3-7              | 26               |                  |                  |                  |                  | 4組              |                  |                  | --               | 5-1              |
| 2013 | 72               |                  |                  |                  | B219             |                  |                  | 4-6              | 27               |                  |                  |                  | 3組              |                  |                  |                  | --               | 3-2              |
| 2014 | 73               |                  |                  |                  | B219             |                  |                  | 5-5              | 28               |                  |                  |                  | 3組              |                  |                  |                  | --               | 0-2              |
| 2015 | 74               |                  |                  |                  | B213             |                  |                  | 4-6              | 29               |                  |                  |                  |                  | 4組              |                  |                  | --               | 4-2              |
| 2016 | 75               |                  |                  |                  | B216             |                  |                  | 4-6              | 30               |                  |                  |                  |                  | 4組              |                  |                  | --               | 1-2              |
| 2017 | 76               |                  |                  |                  | B218             |                  |                  | 5-5              | 31               |                  |                  |                  |                  | 4組              |                  |                  | --               | 1-2              |
| 2018 | 77               |                  |                  |                  | B212x            |                  |                  | 2-8              | 32               |                  |                  |                  |                  | 4組              |                  |                  | --               | 1-2              |
| 2019 | 78               |                  |                  |                  | B223*            |                  |                  | 4-6              | 33               |                  |                  |                  |                  | 4組              |                  |                  | --               | 1-2              |
| 2020 | 79               |                  |                  |                  | B220+            |                  |                  | 6-4              | 34               |                  |                  |                  |                  | 4組              |                  |                  | --               | 3-2              |
| 2021 | 80               |                  |                  |                  | B210x            |                  |                  | 2-8              | 35               |                  |                  |                  |                  | 4組              |                  |                  | --               | 4-1              |
| 2022 | 81               |                  |                  |                  | B224*            |                  |                  | 5-5              | 36               |                  |                  |                  | 3組              |                  |                  |                  | --               | 2-2              |
| 2023 | 82               |                  |                  |                  | B214*x           |                  |                  | 3-7              | 37               |                  |                  |                  | 3組              |                  |                  |                  | --               | 0-2              |
| 2024 | 83               |                  |                  |                  |                  | C102x            |                  | 2-8              | 38               |                  |                  |                  |                  | 4組              |                  |                  | --               |                  |
| 2025 | 83               |                  |                  |                  |                  | C131*            |                  | 暫定順位         | 39               | (開始前)         | (開始前)         | (開始前)         | (開始前)         | (開始前)         | (開始前)         | (開始前)         | (開始前)         | (開始前)         |
| 順位戦、竜王戦の 枠表記 は挑戦者。右欄の数字は勝-敗(番勝負/PO含まず)。 順位戦の右数字はクラス内順位 ( x当期降級点 / *累積降級点 / +降級点消去 ) 順位戦の「F編」はフリークラス編入 /「F宣」は宣言によるフリークラス転出。 竜王戦の 太字 はランキング戦優勝、竜王戦の 組(添字) は棋士以外の枠での出場。 |                  |                  |                  |                  |                  |                  |                  |                  |                  |                  |                  |                  |                  |                  |                  |                  |                  |                  |

### 年度別成績
| 年度             | 対局数 | 勝数 | 負数 | 勝率   | (出典) |
| ---------------- | ------ | ---- | ---- | ------ | ------ |
| 1980             | 24     | 14   | 10   | 0.5833 | [ 30 ] |
| 1980 (小計)      | 24     | 14   | 10   |        |        |
| 年度             | 対局数 | 勝数 | 負数 | 勝率   | (出典) |
| 1981             | 45     | 31   | 14   | 0.6889 | [ 31 ] |
| 1982             | 41     | 28   | 13   | 0.6829 | [ 32 ] |
| 1983             | 46     | 29   | 17   | 0.6304 | [ 33 ] |
| 1984             | 60     | 38   | 22   | 0.6333 | [ 34 ] |
| 1985             | 66     | 44   | 22   | 0.6667 | [ 35 ] |
| 1986             | 45     | 26   | 19   | 0.5778 | [ 36 ] |
| 1987             | 43     | 21   | 22   | 0.4884 | [ 37 ] |
| 1988             | 43     | 24   | 19   | 0.5581 | [ 38 ] |
| 1989             | 47     | 25   | 22   | 0.5391 | [ 39 ] |
| 1990             | 47     | 27   | 20   | 0.5745 | [ 40 ] |
| 1981-1990 (小計) | 482    | 293  | 189  |        |        |
| 年度             | 対局数 | 勝数 | 負数 | 勝率   | (出典) |
| 1991             | 44     | 26   | 18   | 0.5909 | [ 41 ] |
| 1992             | 34     | 24   | 10   | 0.7059 | [ 42 ] |
| 1993             | 44     | 28   | 16   | 0.6364 | [ 43 ] |
| 1994             | 36     | 20   | 16   | 0.5556 | [ 44 ] |
| 1995             | 28     | 12   | 16   | 0.4286 | [ 45 ] |
| 1996             | 44     | 31   | 13   | 0.7045 | [ 46 ] |
| 1997             | 40     | 21   | 19   | 0.5250 | [ 47 ] |
| 1998             | 45     | 24   | 21   | 0.5333 | [ 48 ] |
| 1999             | 28     | 10   | 18   | 0.3571 | [ 49 ] |
| 2000             | 36     | 19   | 17   | 0.5278 | [ 50 ] |
| 1991-2000 (小計) | 379    | 215  | 164  |        |        |
| 年度             | 対局数 | 勝数 | 負数 | 勝率   | (出典) |
| 2001             | 41     | 17   | 24   | 0.4146 | [ 51 ] |
| 2002             | 32     | 18   | 14   | 0.5625 | [ 52 ] |
| 2003             | 39     | 15   | 24   | 0.3846 | [ 53 ] |
| 2004             | 27     | 10   | 17   | 0.3704 | [ 54 ] |
| 2005             | 38     | 19   | 19   | 0.5000 | [ 55 ] |
| 2006             | 27     | 10   | 17   | 0.3704 | [ 56 ] |
| 2007             | 28     | 16   | 12   | 0.5714 | [ 57 ] |
| 2008             | 24     | 11   | 13   | 0.4583 | [ 58 ] |
| 2009             | 23     | 12   | 11   | 0.5217 | [ 59 ] |
| 2010             | 30     | 14   | 16   | 0.4667 | [ 60 ] |
| 2001-2010 (小計) | 309    | 142  | 167  |        |        |
| 年度             | 対局数 | 勝数 | 負数 | 勝率   | (出典) |
| 2011             | 33     | 15   | 18   | 0.4545 | [ 61 ] |
| 2012             | 37     | 16   | 21   | 0.4324 | [ 62 ] |
| 2013             | 29     | 14   | 15   | 0.4828 | [ 63 ] |
| 2014             | 32     | 16   | 16   | 0.5000 | [ 64 ] |
| 2015             | 27     | 10   | 17   | 0.3704 | [ 65 ] |
| 2016             | 38     | 22   | 16   | 0.5789 | [ 66 ] |
| 2017             | 26     | 9    | 17   | 0.3462 | [ 67 ] |
| 2018             | 28     | 8    | 20   | 0.2857 | [ 68 ] |
| 2019             | 29     | 12   | 17   | 0.4138 | [ 69 ] |
| 2020             | 27     | 13   | 14   | 0.4815 | [ 70 ] |
| 2011-2020 (小計) | 306    | 135  | 171  |        |        |
| 年度             | 対局数 | 勝数 | 負数 | 勝率   | (出典) |
| 2021             | 27     | 11   | 16   | 0.4074 | [ 71 ] |
| 2022             | 33     | 13   | 20   | 0.3939 | [ 72 ] |
| 2023             | 24     | 6    | 18   | 0.2500 | [ 73 ] |
| 2021-2023 (小計) | 84     | 30   | 54   |        |        |
| 通算             | 1588   | 829  | 756  | 0.5230 | [ 74 ] |
| 2023年度まで     |        |      |      |        |        |

### 表彰
- 2005年11月21日 - 現役勤続25年表彰[75]
- 2006年03月10日 - 将棋栄誉賞（通算600勝達成=史上31人目、通算1061局/ 600勝461敗/ 勝率0.566）[76]
- 2021年06月09日 - 将棋栄誉敢闘賞（通算800勝達成=史上24人目、通算1503局/ 800勝703敗/ 勝率0.5322）[77]

## 著書
- 『中村修の不思議流実戦集』日本将棋連盟、1987年2月。ISBN 4-8197-0202-5。
- 『中村修の不思議流詰め将棋-5手詰めから15手詰めまで-詰め棋力判定付き』池田書店、1989年2月。ISBN 4-262-10286-6。
- 『現代矢倉の基礎知識-将棋の定跡』 上、毎日コミュニケーションズ、1994年3月。ISBN 978-4895635912。
- 『現代矢倉の基礎知識-将棋の定跡』 下、毎日コミュニケーションズ、1994年6月。ISBN 978-4895636032。
- 『スーパー将棋講座-不思議流受けのヒント-勝ちを決める手筋の宝庫！』創元社、2006年8月。ISBN 978-4422751078。